# Agrotisia
Agrotisia is een geslacht van motten van de familie Noctuidae. 

## Soorten
- Agrotisia evelinae Benjamin, 1933
- Agrotisia subhyalina Hampson, 1908
- Agrotisia williamsi (Schaus, 1923)